# Grochlitz
Grochlitz is een stadsdeel van de Duitse stad en gemeente Naumburg (Saale), deelstaat Saksen-Anhalt. Het ligt ten noordoosten van het centrum  van Naumburg. 
Grochlitz ontstond in de 11e eeuw als Slavisch vissersdorp. Het plaatsje had in de 16e,  17e  en 18e eeuw herhaaldelijk te lijden van oorlogsgeweld,  branden en van epidemieën van dodelijke ziektes. In het begin van de 20e eeuw heeft er een sanatorium gestaan. 